# Isabelle Haverlag
Isabelle Haverlag (Bussum, 4 maart 2001) is een tennisspeelster uit Nederland. Haverlag speelt linkshandig en heeft een tweehandige backhand. Zij is actief in het internationale tennis sinds 2018, hoofdzakelijk in het dubbelspel.

## Loopbaan

### Enkelspel
Haverlag debuteerde in 2018 op het ITF-toernooi van Don Benito (Spanje). Haar beste resultaat is het bereiken van de tweede ronde van een ITF-hoofdtoernooi.

### Dubbelspel
Haverlag behaalde in het dubbelspel betere resultaten dan in het enkelspel. Zij debuteerde in 2018 op het ITF-toernooi van Amiens (Frankrijk), samen met Française Julie Belgraver – zij won daar meteen de titel. Tot op heden(juli 2025) won zij veertien ITF-titels, de meest recente in 2025 in Trnava (Slowakije).
In 2022 werd Haverlag Nederlands kampioen in het dubbelspel, samen met Jasmijn Gimbrère.
In 2022 speelde Haverlag voor het eerst op een WTA-hoofdtoernooi, op het toernooi van Rosmalen, samen met landgenote Suzan Lamens – zij bereikten er de tweede ronde. Zij bereikte op de WTA-toernooien enkele halve finales, eenmaal op het toernooi van Parma 2023, geflankeerd door landgenote Eva Vedder, andermaal op het toernooi van Boedapest 2024, aan de zijde van de Amerikaanse Christina Rosca, en ten derden male op het toernooi van Austin 2025, samen met de Poolse Alicja Rosolska. Hiermee kwam zij binnen op de top 100 van de wereldranglijst.
Haverlag stond in juni 2025 voor het eerst in een WTA-finale, op het WTA 125-toernooi van Ilkley, samen met de Zwitserse Simona Waltert – hier veroverde zij haar eerste titel, door het koppel Vitalia Djatsjenko en Eden Silva te verslaan. Zij had haar grandslamdebuut op Wimbledon, samen met landgenote Arantxa Rus.
Haar hoogste notering op de WTA-ranglijst is de 84e plaats, die zij bereikte in juli 2025.

## Posities op deWTA-ranglijst
Positie per einde seizoen:
| jaar | rang enkelspel | rang dubbelspel |
| ---- | -------------- | --------------- |
| 2018 | –              | 699             |
| 2019 | –              | 758             |
| 2020 | –              | 772             |
| 2021 | 1436           | 342             |
| 2022 | –              | 165             |
| 2023 | –              | 164             |
| 2024 | –              | 135             |

## Palmares
| Legenda                 |
| ----------------------- |
| Grandslamtoernooi       |
| Olympische Spelen       |
| Year-End Championships  |
| Premier Mandatory       |
| Premier Five / WTA 1000 |
| Premier / WTA 500       |
| International / WTA 250 |
| Challenger / WTA 125    |

### WTA-finaleplaatsen enkelspel
geen

### WTA-finaleplaatsen vrouwendubbelspel
| nr.              | finale     | toernooi          | ondergrond | partner        | tegenstandsters                      | score    |         |
| ---------------- | ---------- | ----------------- | ---------- | -------------- | ------------------------------------ | -------- | ------- |
| gewonnen finales |            |                   |            |                |                                      |          |         |
| 1.               | 2025-06-14 | WTA Ilkley        | gras       | Simona Waltert | Vitalia Djatsjenko Eden Silva        | 6-1, 6-1 | details |
| verloren finales |            |                   |            |                |                                      |          |         |
| 1.               | 2025-07-13 | WTA Contrexéville | gravel     | Emily Appleton | Quinn Gleason Ingrid Gamarra Martins | 1-6, 6-7 | details |
| 2.               | 2025-08-01 | WTA Warschau      | hardcourt  | Martyna Kubka  | Weronika Falkowska Dominika Šálková  | 2-6, 1-6 | details |

### Gewonnen ITF-toernooien enkelspel
geen

### Gewonnen ITF-toernooien dubbelspel
| nr. | finale     | toernooi          | dotatie  | ondergrond    | partner             | tegenstandsters in finale                 | score             |
| --- | ---------- | ----------------- | -------- | ------------- | ------------------- | ----------------------------------------- | ----------------- |
| 01. | 2018-03-11 | Amiens            | $ 15.000 | gravel        | Julie Belgraver     | Lara Salden Camille Sireix                | 7-6, 6-2          |
| 02. | 2019-11-10 | Solarino          | $ 15.000 | tapijt        | Anna Popescu        | Maria Masini Anastasia Piangerelli        | 6-1, 6-1          |
| 03. | 2021-03-21 | Monastir          | $ 15.000 | hardcourt     | Anastasia Pribylova | Rina Saigo Yukina Saigo                   | 6-3, 6-1          |
| 04. | 2021-03-28 | Monastir          | $ 15.000 | hardcourt     | Anastasia Pribylova | Anastasia Kulikova Yasmine Mansouri       | 6-3, 6-1          |
| 05. | 2021-04-04 | Monastir          | $ 15.000 | hardcourt     | Anastasia Pribylova | Alexandra Osborne Andrea Renée Villarreal | 6-3, 6-1          |
| 06. | 2022-02-06 | Sharm-el-Sheikh   | $ 25.000 | hardcourt     | Justina Mikulskytė  | Irina Fetecău Simona Waltert              | 6-1, 6-2          |
| 07. | 2022-04-03 | Croissy-Beaubourg | $ 60.000 | hardcourt (i) | Justina Mikulskytė  | Sofja Lansere Oksana Selechmetjeva        | 6-4, 6-2          |
| 08. | 2022-07-03 | Den Haag          | $ 25.000 | gravel        | Jasmijn Gimbrère    | Nikki Redelijk Bente Spee                 | 6-2, 6-4          |
| 09. | 2023-05-21 | Bodrum            | $ 60.000 | gravel        | Oana Gavrilă        | Ayla Aksu Harriet Dart                    | 6-4, 7-6          |
| 10. | 2024-03-10 | Trnava            | $ 75.000 | hardcourt (i) | Anna Rogers         | Liang En-shuo Tang Qianhui                | 6-3, 4-6, [12-10] |
| 11. | 2024-10-13 | Bratislava        | $ 75.000 | hardcourt (i) | Jelena Pridankina   | Katarína Kužmová Nina Vargová             | 7-5, 6-2          |
| 12. | 2024-11-03 | Hamburg           | $ 75.000 | hardcourt (i) | Madeleine Brooks    | Riya Bhatia Lian Tran                     | 6-3, 6-2          |
| 13. | 2024-12-01 | Trnava            | $ 75.000 | hardcourt (i) | Madeleine Brooks    | Anastasia Dețiuc Aneta Kučmová            | 7-6, 6-1          |
| 14. | 2025-03-09 | Trnava            | $ 75.000 | hardcourt (i) | Jelena Pridankina   | Magali Kempen Jessika Ponchet             | 6-2, 6-3          |

## Resultaten grandslamtoernooien
| Legenda | Legenda                          |
| ------- | -------------------------------- |
| g.t.    | geen toernooi gehouden           |
| l.c.    | lagere categorie                 |
| –       | niet deelgenomen                 |
| G       | uitgeschakeld in de groepsfase   |
| 1R      | uitgeschakeld in de eerste ronde |
| 2R      | uitgeschakeld in de tweede ronde |
| 3R      | uitgeschakeld in de derde ronde  |
| 4R      | uitgeschakeld in de vierde ronde |
| KF      | uitgeschakeld in de kwartfinale  |
| HF      | uitgeschakeld in de halve finale |
| F       | de finale verloren               |
| W       | het toernooi gewonnen            |
| w-v     | winst/verlies-balans             |

### Enkelspel
geen deelname

### Vrouwendubbelspel
| toernooi        | 2025 |
| --------------- | ---- |
| Australian Open | –    |
| Roland Garros   | –    |
| Wimbledon       | 1R   |
| US Open         |      |